# Хаммами, Саид
Саид Хаммами (араб.  سعيد حمّامي‎; 1941 — 4 января 1978) был палестинским политиком, дипломатом и журналистом, представлявшим ООП в Лондоне с 1972 года до его убийства в 1978 году палестинскими радикалами.

## Ранние годы
Хаммами родился в Яффе; его семья бежала из Подмандатной Палестины в начале войны 1948 года. Они поселились в качестве беженцев в Аммане (Иордания). Саид учился в Университете Дамаска и после его окончания по специальности «английская литература» работал преподавателем и журналистом.

## Политическая карьера
В годы учёбы в Дамаске присоединился к сирийскому отделению партии Баас. В 1967 году присоединился к ФАТХ, а в 1969 году был избран в Палестинский национальный совет, законодательный орган ООП. В 1970 году ООП оказалась в состоянии конфликта с Иорданией (известного как «Чёрный сентябрь»), и Хаммами переехал в Бейрут (Ливан), где продолжал участвовать в палестинской политике. Хотя Хаммами был ярым палестинским националистом, его считали «умеренным» из-за его готовности рассмотреть вопрос о создании независимого палестинского государства на Западном Берегу Иордана, откладывая при этом вопрос о едином государстве для всех палестинцев на будущее.
В 1972 году Хаммами был назначен на пост представителя ООП в Лондоне, где публично высказывался против терроризма и установил первые контакты с израильскими «голубями» (включая Ури Авнери). Эти умеренные шаги вызвали недовольство (в том числе, со стороны арабских режимов) и нарастающее сопротивление.

## Убийство
В 1978 году Хаммами был убит в своём лондонском офисе, предположительно, боевиками отколовшейся от ФАТХ радикальной Организации Абу Нидаля, аффилированной с Сирией и Ираком. Был похоронен в Бейруте; траурную церемонию посетили лидеры ООП.